# Bosklauwtjesmos
Bosklauwtjesmos (Hypnum andoi) is een soort uit het geslacht klauwtjesmos (Hypnum).
Het is een algemene soort van het Noord-Atlantisch gebied, die vooral op de schors van eiken groeit.

## Etymologie en naamgeving
- Synoniem: Hypnum cupressiforme var. mammillatum Bridel, Hypnum mammillatum (Bridel) Loeske

- Duits: Warziges Schlafmoos, Warzen-Schlafmoos
- Engels: Mamillate Plait-moss

De botanische naam Hypnum is afkomstig van de Oudgriekse mythologische figuur Hypnos, de personificatie van de slaap, omwille van het eertijdse gebruik van het mos als kussen- en matrasvulling.

## Determinatie
Bosklauwtjesmos is een slaapmos dat matten vormt. De plant heeft korte, afhangende stengels, tot 8 cm lang, geveerd vertakt met zijdelings afstaande zijtakken, en afgeplat bebladerd. De stengelblaadjes zijn zilvergroen, tot 1,8 mm lang, ovaal tot lancetvormig, recht tot sikkelvormig gebogen, geleidelijk versmallend tot een korte of langere spits.
Bosklauwtjesmos is een tweehuizige plant, de mannelijke (antheridiën) en vrouwelijke (archegoniën) voortplantingsorganen ontstaan op verschillende planten.
Bosklauwtjesmos vormt in Europa zelden en in Noord-Amerika zelfs zeer zelden sporofyten. Ze bestaan uit een tot 2 cm lange geel- of roodbruine steel of seta met aan de top een rechtopstaande tot schuine, geel- tot roodbruine, cilindrische sporogoon of sporenkapsel, tot 3 mm lang. Het operculum draagt een 'tepeltje'.

### Gelijkende taxa
Bosklauwtjesmos is in vegetatieve toestand moeilijk te onderscheiden van het zeer variabele gesnaveld klauwtjesmos (H. cupressiforme). Het onderscheidt zich door het tepelvormige operculum, in tegenstelling tot het lang, gesnaveld operculum van gesnaveld klauwtjesmos.

## Ecologie
Bosklauwtjesmos is vooral te vinden op bomen met een basenarme schors, zoals eik. Ook op dood hout en rotsen.

## Verspreiding
Bosklauwtjesmos is een algemene soort van gematigde streken van het Noord-Atlantisch gebied (West- en Midden-Europa, oostelijk Noord-Amerika).
In Nederland is bosklauwtjesmos algemeen. Het staat niet op de rode lijst en is niet bedreigd.
... · H. andoi (bosklauwtjesmos) · H. cupressiforme (gesnaveld klauwtjesmos) · H. cupressiforme var. filiforme (hangend klauwtjesmos) · H. cupressiforme var. heseleri (kroezig klauwtjesmos) · H. cupressiforme var. lacunosum (duinklauwtjesmos) · H. cupressiforme var. resupinatum (zijdeklauwtjesmos) · H. cupressiforme var. tectorum (recht klauwtjesmos) · H. imponens (goudklauwtjesmos) · H. jutlandicum (heideklauwtjesmos) · H. pallescens (klein klauwtjesmos) · H. pratense (weideklauwtjesmos) · ...